# Tennistoernooi van Båstad 2014
Het tennistoernooi van Båstad van 2014 werd van 7 tot en met 20 juli 2014 gespeeld op de gravel-banen van het Båstad Tennisstadion in de Zweedse plaats Båstad. De officiële naam van het toernooi was Swedish Open.
Het toernooi bestond uit twee delen:
- ATP-toernooi van Båstad 2014, het toernooi voor de mannen (7–13 juli)
- WTA-toernooi van Båstad 2014, het toernooi voor de vrouwen (14–20 juli)

ATP-toernooi van Båstad‎ – WTA-toernooi van Båstad

2009 · 2010 · 2011 · 2012 · 2013 · 2014 · 2015 · 2016 · 2017 · 2018 · 2019 · 2020 · 2021 · 2022 · 2023 · 2024